# 堀米柚花
宮城 茜（みやぎ あかね）は、日本の女性モデル。モデル事務所のBEAK（ビーク）に所属していた。沖縄県出身、千葉県育ち。
旧芸名は堀米 柚花（ほりごめ ゆか、1993年8月31日 - ）で、その当時はライブアイドルとして活動していた。所属先もBEAKではなくZEN entertainmentであった。

## 来歴
- 2013年5月、ライブ活動を開始。
- 2014年7月4日をもってライブ活動を終了することを発表。[4]
- 2014年8月23日に引退主催ライブを開催。[5]
- 2014年8月いっぱいでZEN entertainmentを退所。[6]
- 2015年11月1日、宮城茜名義でTwitterアカウントを取得。

## 人物
- 9nineの大ファンで、なかでも村田寛奈を神推ししている。
- イメージカラーは緑。
- 好きな食べ物はシュークリームと天丼。
- 小笠原流礼法花鬘正伝の資格を有している。
- 習い事としてピアノ、水泳、習字、空手、ダンス、バトントワリングの経験が有る。

## 出演

### テレビ番組
- オードリーの神アプリ@新世紀（テレビ東京、2014年2月25日）

### CM
- ユニ・チャーム ソフィエアfitスリム「空中歩行」篇、ソフィ超熟睡極上フィットスリム「卒業しよう」篇
- ほっともっと「冬のあったまるシリーズ」篇
- 環境再生保全機構「石綿健康被害救済制度」篇
- 銀のさら「顔」篇
- ナースパワー「急患」篇
- 引っ越し侍（テレビ朝日『全力坂』2014年4月15日＝14日深夜放送分でのインフォマーシャル）[要出典]
- バーガーキング アボカド ウェブCM